# Arnold Gundersen
Arnold "Arnie" Gundersen (nacido el 4 de enero de 1949 en  Elizabeth, Nueva_Jersey) es un antiguo ejecutivo de la industria nuclear e ingeniero con más de 44 años de experiencia en industria nuclear, que se convirtió en un alertador en 1990. Gundersen ha escrito docenas de informes periciales para organizaciones no gubernamentales y el estado de Vermont. Su curriculum vitae lo describe como Critical Facility Reactor Operator en 1971-1972.
Gundersen puso en duda la seguridad del reactor  Westinghouse AP1000, una propuesta de tercera generación de reactor nuclear, y ha expresado su preocupación por el funcionamiento de la central nuclear de Vermont Yankee. Sirvió como experto en la investigación del accidente de Three Mile Island y ha comentado el accidente nuclear de Fukushima I